# Nemoura dromokeryx
Nemoura dromokeryx är en bäcksländeart som beskrevs av Günther Theischinger 1976. Nemoura dromokeryx ingår i släktet Nemoura och familjen kryssbäcksländor. Inga underarter finns listade i Catalogue of Life.